# 廖偃
廖偃（？—？），一名仁勇，虔州（今屬江西省贛州市）人，五代十国政治人物。是廖匡圖的儿子。

## 生平
廖偃年轻时倜傥，喜欢《左传》、《汉书》，事奉马殷父子，自秘書郎升遷衡山指揮使。楚王马希萼被弟弟马希崇所擒，马希崇让彭师暠把马希萼囚禁在衡山。廖偃和彭师暠联络，重新奉马希萼为衡山王。马希萼任命廖偃为部署辎重指挥使。马希萼派判官刘虚己向南唐求救，李璟派边镐攻打长沙。廖偃跟随马希萼到金陵朝见李璟，李璟任命廖偃为左殿直军使、莱州刺史，派他守道州，防备南汉。朗州刘言反抗南唐，攻下潭州。廖偃所部多是潭州人，中夜作乱，廖偃力战极駡而死。李璟赠他为右领卫大将军、宁州刺史、谥号节。